# Itambé do Mato Dentro
Itambé do Mato Dentro is een gemeente in de Braziliaanse deelstaat Minas Gerais. De gemeente telt 2.479 inwoners (schatting 2009).